# Федеральное бюро расследований
Федера́льное бюро́ рассле́дований (ФБР, англ. Federal Bureau of Investigation, FBI) — федеральное правоохранительное агентство и, одновременно, орган внутренней разведки и контрразведки, орган антитеррористической деятельности США. ФБР является составной частью Министерства юстиции США и Разведывательного сообщества США.
Федеральное бюро расследований одновременно подчиняется Генеральному прокурору и Директору Национальной разведки. Является основным органом контрразведки и антитеррористической деятельности США. В его полномочия входит расследование нарушений федерального законодательства государства и обеспечение безопасности государства, нации и президента, в том числе путём сбора разведывательных данных агентурными и техническими средствами. Гражданам США известна как структура, проводящая общую проверку тех, кто подал заявление на приём на государственную службу. Под юрисдикцию ФБР попадают не менее 210 видов федеральных преступлений. Основано в 1908 году.

## Основные задачи
Согласно данным официального сайта, деятельность ФБР основывается на следующих приоритетах:
- Защита США от террористических атак;
- Защита США от иностранных разведок, шпионажа и киберопераций;
- Борьба со значительной киберпреступной деятельностью;
- Борьба с государственной коррупцией на всех уровнях;
- Защита гражданских прав и свобод;
- Борьба с транснациональными криминальными предприятиями;
- Борьба с организованной преступностью;
- Борьба со значительной беловоротничковой преступностью;
- Борьба со значительной насильственной преступностью.

## Общее описание
По состоянию на 22 августа 2013 года в ФБР работали 35 902 сотрудника. Из них — 13 785 «специальных агентов» (то есть кадрового оперативного состава) и 22 117 человек обслуживающего персонала: аналитики, лингвисты, учёные, ИТ-специалисты и другие. Они выполняют профессиональные, административные, технические, канцелярские, ремесленные, торговые и поддерживающие функции. Около 9 800 сотрудников определены для штаб-квартиры ФБР (FBIHQ) и примерно 18 000 сотрудников на местах.
ФБР состоит из нескольких оперативных отделов, самый крупный из них — Криминальный следственный отдел (Criminal Investigative Division, CID). Лабораторный отдел, являясь крупнейшим криминалистическим подразделением — имеет практику использования ядерного реактора для нейтронного анализа. Другие отделы имеют исключительно административные функции, относящиеся к организации внутренних вопросов: кадровые, финансовые, управленческие и так далее.

## История
ФБР появилось как организация Специальных агентов 26 июля 1908 года по инициативе Генерального прокурора США Чарльза Джозефа Бонапарта во время президентства Теодора Рузвельта. Сначала организация получила название Бюро расследований (BOI), а в 1932 году была переименована в Бюро расследований Соединённых Штатов. В следующем году оно объединилось с Бюро запрета (бюро по контролю исполнения «сухого» закона) и получило новое название Отдел расследований (DOI). И только в 1935 году бюро получило нынешнее название — Федеральное бюро расследований. Директор бывшего BOI — Эдгар Гувер — стал первым директором ФБР и пробыл на этом посту 37 лет. После смерти Гувера законодатели изменили закон, ограничив пребывание будущих директоров максимальным периодом 10 лет.
Благодаря работе специального агента Эдварда Этертона Бюро узнало о планах проникновения мексиканской армии неореволюционеров через калифорнийскую границу в 1920 году. В течение так называемой «криминальной войны» 1930-х годов агенты ФБР арестовывали или убивали преступников, известных грабежами, похищениями людей и убийствами по всей стране, среди них: Джон Диллинджер, Малыш Нельсон, Элвин Карпис и Джордж «Автомат» Келли, Красавчик Флойд, Банда Баркеров-Карписа. Эти эффективные операции стали причиной появления ФБР и дали серьёзный ответ нахлынувшей криминальной войне, которая особенно чувствовалось во время «Великой депрессии». ФБР также играло ведущую роль в уменьшении влияния Ку-клукс-клана. Научная детективная лаборатория криминалистики, известная как Лаборатория ФБР, официально открылась в 1932 году, это было самым большим достижением Гувера.
Начиная с 1940 года и до 1970-х Бюро занималось расследованием случаев шпионажа против США и союзников. В годы Второй мировой войны было схвачено 8 нацистских агентов, готовивших акты саботажа. Созданная при ФБР Специальная разведывательная служба отслеживала деятельность пронацистских группировок в Северной, Центральной и Южной Америках.
В 1971 году была предана огласке секретная программа ФБР — COINTELPRO, действовавшая с 1956 года. В её рамках сотрудники ведомства занимались незаконными провокациями в отношении ряда общественных движений США.
В январе 1983 года в ФБР была создана Национальная группа по освобождению заложников — спецподразделение, основной функцией которого являлось проведение операций по освобождению заложников.
Предметом особого беспокойства ФБР является деятельность борцов за права животных. По данным агентства, ущерб от деятельности различных экстремистских групп, призывающих к освобождению животных и в связи с этим нападающим на научные лаборатории и ведущих поджоги, составил с 1979 по 2009 годы более 110 миллионов долларов США. В своем докладе начальник секции отдела борьбы с терроризмом Дж. Джарбо в 2006 году назвал деятельность подобных организаций серьёзной террористической угрозой.
Самой крупной операцией ФБР по числу задействованных агентов признаны аресты сотрудников полиции Пуэрто-Рико в октябре 2010 года, подозреваемых в коррупции и содействии наркоторговле. Во время операции было арестовано около 130 человек, в ней участвовало около тысячи агентов ФБР.
В июле 2020 года, во время выступления в Гудзоновском институте директор ФБР Кристофер Рэй сообщил о существовании контрразведывательной угрозы со стороны Китая. По его словам, почти половина действующих контрразведывательных расследований ФБР так или иначе связана с Китаем. При этом главным приоритетом контрразведки ФБР является противодействие именно «китайской угрозе».

## Структура
ФБР состоит из множества функциональных и вспомогательных подразделений. Крупные отделы (branches) возглавляются исполнительными помощниками директора, а остальные отделы, управления, группы и офисы — помощниками директора. Кроме штаб-квартиры, ФБР имеет 56 региональных офисов (field offices) на территории США.
- Офис директора (Office of the Director).
- Отдел финансов и объектов (Finance and Facilities Division, FFD).
- Отдел информационного менеджмента (Information Management Division, IMD).
- Инспекционный отдел (Inspection Division, INSD). Осуществляет инспекционные проверки подразделений ФБР, ведёт внутренние расследования.
- Офис по инсайдерским угрозам (Insider Threat Office, InTO).
- Офис руководителя по информационным технологиям (Office of the Chief Information Officer, OCIO).
- Офис по вопросам полноправного трудоустройства (Office of Equal Employment Opportunity Affairs, OEEOA). Гарантирует полноправное трудоустройство для всех рабочих Бюро и соискателей, и таким образом в соответствии с федеральными директивами исключает предвзятость на основе: расы, вероисповедания, цвета кожи, нетрудоспособности или национального происхождения.
- Офис генерального юрисконсульта (Office of the General Counsel, OGC). Юридический персонал Бюро, даёт юридическую консультацию директорату и другим служащим ФБР. Юридические исследователи (англ. legal researchers) и юристы OGC обеспечивают юридический каркас и административные условия по наблюдению за соблюдением законов и национальной безопасности.
- Управление профессиональной ответственности (Office of Professional Responsibility, OPR). Принимает решения по завершённым расследованиям должностных нарушений или обвинений в преступлении, которые совершены служащими ФБР. Данная политика Бюро заключается в том, что они, таким образом, осуществляют внутренний контроль со стороны Министерства юстиции США.
- Офис общественных отношений (Office of Public Affairs, OPA). Коммуникационный центр по общению с прессой и общественностью. Только этот информационный центр даёт ответы на вопросы, заданные по отношению к Бюро.
- Офис по связям с Конгрессом (Office of Congressional Affairs, OCA).
- Офис разнообразия и инклюзивности (Office of Diversity and Inclusion, ODI).
- Офис честности и добросовестности (Office of Integrity and Compliance, OIC).
- Офис внутреннего аудита (Office of Internal Auditing).
- Офис омбудсмена (Office of the Ombudsman).

- Офис кадрового планирования (Resource Planning Office, RPO). Ответственен за управление персоналом ФБР и вербовку. Отвечает за безопасность всей аппаратуры Бюро. Контролирует открытые и скрытые банковские счета ФБР.
- Отдел уголовных расследований, реагирования и кибернетики (Criminal, Cyber, Response, and Services Branch, CCRSB).
  - Отдел уголовных расследований (CID). Самое большое подразделение. CID расследует широкий спектр всех федеральных преступлений, такие как: организованная преступность, преступления на расовой почве, мошенничество на выборах, правительственная коррупция, похищение людей, банковские ограбления, серийные убийства и многое другое.
  - Кибер-отдел[англ.] (Cyber Division, CyD).
  - Группа реагирования на чрезвычайные происшествия[англ.] (Critical Incident Response Group, CIRG).
  - Отдел международных операций (International Operations Division, IOD).
  - Отдел по оказанию помощи потерпевшим (Victim Services Division, VSD).
- Отдел науки и технологий[англ.] (Science and Technology Branch, STB).
  - Отдел информационных служб криминальной юстиции (Criminal Justice Information Services Division, CJIS).
  - Лабораторный отдел (Laboratory Division, LD).
  - Отдел оперативных технологий (Operational Technology Division, OTD).
- Отдел информационных технологий[англ.] (Information and Technology Branch, ITB).
  - Отдел корпоративного ИТ обслуживания (IT Enterprise Services Division, ITESD).
  - Отдел ИТ заявок и данных (IT Applications and Data Division, ITADD).
  - Отдел ИТ инфраструктуры (IT Infrastructure Division, ITID).
- Отдел национальной безопасности[англ.] (National Security Branch, NSB).
  - Контртеррористический отдел[англ.] (Counterterrorism Division, CTD).
  - Отдел контрразведки[англ.] (Counterintelligence Division, CD).
  - Управление по оружию массового поражения (Weapons of Mass Destruction Directorate, WMDD).
  - Центр выявления террористов[англ.] (Terrorist Screening Center, TSC).
  - Группа по допросу особо важных задержанных
- Отдел разведки[англ.] (Intelligence Branch, IB).
  - Разведывательное управление (Directorate of Intelligence, DI).
  - Офис по взаимодействию с партнёрами (Office of Partner Engagement, OPE).
  - Офис частного сектора (Office of Private Sector, OPS).
- Отдел кадров[англ.] (Human Resources Branch, HRB).
  - Отдел кадров (Human Resources Division, HRD).
  - Отдел подготовки (Training Division, TD).
  - Отдел безопасности (Security Division, SecD).

### Межведомственные оперативные группы
Представляют собой партнёрство между ФБР и другими федеральными, региональными, а также местными правоохранительными органами. Состав оперативных групп варьируется в зависимости от обслуживаемой территории и сферы ответственности. Например, объединённая оперативная группа по контртерроризму Нью-Йорка включает в себя представителей ФБР, Министерства внутренней безопасности, Министерства обороны, Департамента полиции Нью-Йорка, полиции портового управления Нью-Йорка и Нью-Джерси, полиции штата Нью-Йорк, а также некоторых других органов.
- Объединённые оперативные группы по контртерроризму (Joint Terrorism Task Force, JTTF).
- Национальная объединённая оперативная группа по киберрасследованиям (National Cyber Investigative Joint Task Force, NCIJTF).
- Национальная оперативная группа контрразведки (National Counterintelligence Task Force, NCITF).
- Оперативные группы по насильственному бандитизму и безопасности улиц (Violent Gang Safe Streets Task Force, VGSSTF).

## Критика
ФБР приковывает к себе большее внимание общественности в связи с усилением деятельности, направленной на противодействие терроризму. Вместе с тем ФБР неоднократно подвергалось жёсткой критике за свои действия.
В 1993 году в результате неудачной спецоперации ФБР против секты «Ветвь Давидова», последовавшей после 51-дневной осады, в городе Уэйко, Техас, погибло 79 человек, из них 21 были детьми.
Расследование взрыва на летней Олимпиаде 1996 года в Атланте, в результате которого погибло 2 человека и более 100 получили ранения, вызвало многочисленные нарекания.
В 2001 году агент ФБР Роберт Ханссен был уличён в шпионаже на СССР, а затем Россию, за что был приговорён к пожизненному заключению. Это вызвало большой скандал и заставило задаться вопросом над системой безопасности, практикуемой в ФБР.
Заключительное сообщение Комиссии 9/11, расследовавшей события 11 сентября 2001 года, гласило, что ФБР и ЦРУ недобросовестно исполняли свои обязанности и не обратили внимания на сведения, которые могли помочь предотвратить террористическую атаку. Помимо прочего были перечислены многочисленные рекомендации для изменений внутри ФБР.
ФБР также регулярно критикуется местным, государственным и другими федеральными агентствами из-за нежелания сотрудничать, властности в принятии решений в спорных случаях разграничения полномочий и за попытки повлиять на освещение своей деятельности в СМИ.
Проведенное в ФБР в 2007 году внутреннее расследование выявило более тысячи случаев нарушения сотрудниками бюро правил при сборе данных о домашних телефонных переговорах, переписке по e-mail и финансовых операциях.
Сообщается, что проверка охватила всего лишь десять процентов дел, расследуемых ФБР с 2002 года. Но и этот небольшой объём показал, что многие сотрудники не следуют предписанным законом процедурам, касающимся национальной безопасности (National Security Letter — NSL). Запросы эти строго секретны, обязательны для выполнения и не требуют одобрения суда. Практика их использования была введена после терактов 11 сентября 2001 г. Как выяснилось, многие сотрудники ФБР прибегают к ним по любому, даже незначительному поводу. Только в 2005 году было подано более 19 тысяч таких запросов.
В 700 случаях письма были направлены в телефонные компании и другие фирмы, предоставляющие услуги связи. В 14 случаях ФБР с помощью NSL получило полный отчет о деятельности ряда финансовых институтов, что разрешено Законом о патриотизме только в случаях опасности возникновения террористической угрозы. Ещё в десяти случаях сотрудники ФБР использовали NSL для получения персональных данных, которые не попадают под действие этих запросов, в частности, ФБР требовало предоставить ему информацию о содержании писем е-mail, в то время как с помощью NSL разрешается получить данные только о получателях и отправителях.
В июле 2014 года Human Rights Watch совместно с Институтом прав человека Колумбийского университета опубликовали доклад с результатом изучения 27 недавних судебных процессов, на которых мусульмане обвинялись в намерении устроить различные террористические акты. Как выяснилось, в отношении примерно половины из этих людей ФБР проводило подставные операции. «ФБР подталкивало людей к совершению террористических акций» — отмечается в заявлении HRW.

## Директора
Бюро расследований США
- Стенли Финч (26 июля 1908 — 30 апреля 1912)
- Александр Бьеласки (30 апреля 1912 — 10 февраля 1919)
- Уильям Аллен (10 февраля 1919 — 30 июня 1919)
- Уильям Флинн (1 июля 1919 — 21 августа 1921)
- Уильям Бёрнс (22 августа 1921 — 14 июня 1924)
- Джон Эдгар Гувер (10 мая 1924—1935)

Федеральное бюро расследований США
- Джон Эдгар Гувер (1935 — 2 мая 1972)
- Луис Патрик Грей III (3 мая 1972 — 27 апреля 1973)
- Уильям Ракелсхаус (30 апреля 1973 — 9 июля 1973)
- Кларенс Келли (9 июля 1973 — 15 февраля 1978)
- Джеймс Б. Адамс (15 февраля 1978 — 23 февраля 1978)
- Уильям Х.Уэбстер (23 февраля 1978 — 25 мая 1987)
- Джон Е. Отто (26 мая 1987 — 2 ноября 1987)
- Уильям С. Сэшшнс (2 ноября 1987 — 19 июля 1993)
- Флойд И. Кларк (19 июля 1993 — 1 сентября 1993)
- Луи Дж. Фри (1 сентября 1993 — 25 июня 2001)
- Томас Дж. Пиккард (25 июня 2001 — 4 сентября 2001)
- Роберт Мюллер (4 сентября 2001 — 4 сентября 2013)
- Джеймс Коми (4 сентября 2013 — 9 мая 2017)
- Эндрю Маккейб (9 мая 2017 — 2 августа 2017)
- Кристофер Рэй (2 августа 2017 — 20 февраля 2025)
- Каш Патель (20 февраля 2025 — н. в.)

## Дополнительная информация
Центр информационных технологий ФБР находится в городе Форт-Монмут, штат Нью-Джерси.

### Новая агентурная сеть
Федеральное бюро расследований сейчас выполняет крупномасштабный план по созданию в стране разветвлённой сети тайных информаторов. Предполагаемая численность этой сети — 15 тысяч человек. Они будут использоваться в борьбе с террористами и в противостоянии агентам иностранных разведок, а также в расследовании преступлений, относящихся к компетенции ФБР.
Большинство новых осведомителей, как ожидается, будет гражданами США. Поэтому сотрудничать с ними можно в рамках американских законов.
В то же время часть информаторов могут привлекать сотрудники ФБР, работающие в представительствах ведомства в других странах мира.
Эта программа реализуется по указанию Джорджа Буша. Несколько лет назад президент призвал ФБР укрепить контртеррористическую службу за счет усиления именно агентурного аппарата.
На реализацию указанной программы ФБР израсходует 22 млн долларов.

### Сообщество бывших специальных агентов
17 октября 1992 года в Куантико (Quantico) (штат Виргиния) было открыто Сообщество бывших специальных агентов ФБР. Первоначально оно временно размещалось в здании Морского корпуса по адресу 301, Потомак Стрит (Potomac Street) в Квантико. Сообщество с 22 сентября 1993 года находится в здании Ассоциации Корпуса морской пехоты (Marine Corps Association Building). Вельма (Velma) и Джон Доиг (John Doig) из города Альма, штат Миннесота, основали новый офис на пожертвования 170 000 долларов.

### Изменение функций
Как сообщил директор ФБР Роберт Мюллер, в настоящее время ресурсы ФБР распределены поровну между обеспечением национальной безопасности и выполнением «старых» обязанностей — борьбой с преступностью.
«После терактов 11 сентября 2001 года приоритеты ФБР значительно изменились, — отметил он, выступая на слушаниях в юридическом комитете Палаты представителей. — Основной задачей стало предотвращение нового теракта. И сегодня наши основные приоритеты — контртерроризм, контрразведка и безопасность в кибернетическом пространстве».
По словам Мюллера, за последние 6 лет в ФБР было в два раза увеличено число аналитиков разведывательной информации (до 2,1 тыс. человек), а переводчиков стало больше в три раза. В каждом из 56 региональных управлений появились отделы, занимающиеся сбором и анализом разведывательных сведений. Кроме того, Бюро открыло свои представительства в более чем 70 городах по всему миру. «Мы вычисляем людей и группы, оказывающие финансовую поддержку террористам. Мы сотрудничаем с нашими коллегами в России, Восточной Европе и Азии в борьбе с глобальным ядерным терроризмом».